# Alex Roy (Dartspieler)
Alexander „Alex“ Roy (* 4. September 1974 in Watford) ist ein ehemaliger englischer Dartspieler, der bei der Professional Darts Corporation (PDC) aktiv war.

## Karriere

### Anfänge
Alex Roy trat 1998 erstmals bei der BDO in Erscheinung, als er auf Anhieb die letzten 32 des World Masters erreichte. Seine erste Teilnahme an der PDC World Darts Championship folgte. Hierbei war er bereits in der ersten Runde unterlegen. Ein Jahr später bezwang Roy zum Auftakt Reg Harding klar mit 3:0. Mit demselben Ergebnis zog er anschließend im Achtelfinale gegen Alan Warriner-Little den Kürzeren. Beim World Matchplay 2000 schaltete Roy nacheinander Peter Evison sowie Shayne Burgess aus. Alan Warriner-Little bezwang ihn im Viertelfinale erneut. Bei der Weltmeisterschaft konnte Roy das Achtelfinale aus dem Vorjahr wiederholen, hier fehlte nur ein Satz, um an Dave Askew vorbeizukommen. 2001 stand er in Achtelfinalen beim World Matchplay und beim World Grand Prix. Bei der folgenden Weltmeisterschaft musste er eine Erstrundenniederlage hinnehmen. 2002 war der World Grand Prix das einzige TV-Turnier, in dem Roy einen Sieg einfuhr und damit erneut ein Achtelfinale verzeichnete. 2003 zog er bei den ersten UK Open direkt ins Achtelfinale ein, wobei er Paul Williams knapp 8:9 unterlag. Im selben Jahr schaffte er es erneut in das Matchplay-Viertelfinale, wo ihn allerdings Peter Manley klar besiegte.

### 2005 – 2008
2005 stieg Roy aufgrund seiner soliden Leistungen 2004 erst in der 3. Runde der Weltmeisterschaft ein. Hier wurde ihm allerdings Rekordweltmeister Phil Taylor zugelost. Roy verlor 0:4. Im Juni stieß er dann erstmals bis ins Viertelfinale der UK Open vor. Hierbei bezwang er unter anderem Ronnie Baxter, Cliff Lazarenko und Askew, bevor er gegen Peter Manley unterlegen war. Im Vorfeld des Turniers war ihn mit einem Sieg bei einem UK Open Qualifier sein erster PDC-Titel geglückt.
Nachdem sich Roy knapp in der 1. Runde der Weltmeisterschaft 2006 gegen Alan Tabern geschlagen geben musste, spielte er sich bei den UK Open 2006 erneut in das Viertelfinale. Er schlug unter anderem Graeme Stoddart und Baxter. Letztlich war ihm Barrie Bates knapp mit 10:11 überlegen. Beim World Matchplay gelang ihm ein Sieg über Mark Dudbridge. Anschließend verlor er gegen Dennis Priestley.
Bei der Weltmeisterschaft 2007 bezwang Roy zunächst den ehemaligen BDO-Weltmeister Richie Burnett und schied später gegen Roland Scholten aus. Das restliche Jahr 2007 war für Roy allerdings wenig erfolgreich. 2008 gelang es ihm letztmals in das Achtelfinale der Weltmeisterschaft vorzudringen. Hier war John Part zu stark. Im Laufe des Jahres 2008 gelang Roy dann sein einziger Sieg bei einem Players Championship-Turnier.

### Karriereausklang
In den folgenden drei Jahren war Roy noch drei weitere Male bei der Weltmeisterschaft dabei, scheiterte jedoch stets zum Auftakt. Zudem nahm er bis 2018 fortwährend an den UK Open teil. 2009 kam er hierbei noch einmal ins Achtelfinale. Die Leistungen reichten jedoch nicht, um nach dessen Einführung 2011 eine Tourkarte zu erhalten. Auch bei der PDC Qualifying School gelang es ihm beslang nicht, sich eine solche zu erspielen. 2014 gewann Roy ein Turnier auf der PDC Challenge Tour.
2018 beendete Roy seine PDC-Karriere. Seitdem ist er nur noch im Amateurbereich aktiv.

## Leben
Roy ist verheiratet und hat zwei Kinder. Er angelt gern und ist Anhänger des Fußballvereins FC Liverpool. Roy ist hauptberuflich als Bauarbeiter tätig.

## Weltmeisterschaftsresultate
- 1999: 1. Runde (0:3-Niederlage gegen  Rod Harrington) (Sätze)
- 2000: Achtelfinale (0:3-Niederlage gegen  Alan Warriner-Little)
- 2001: Achtelfinale (2:3-Niederlage gegen  Dave Askew)
- 2002: 1. Runde (2:4-Niederlage gegen  Colin Lloyd)
- 2003: 2. Runde (1:4-Niederlage gegen  Denis Ovens)
- 2004: Achtelfinale (3:4-Niederlage gegen  Alan Warriner-Little)
- 2005: 3. Runde (0:4-Niederlage gegen  Phil Taylor)
- 2006: 1. Runde (2:3-Niederlage gegen  Alan Tabern)
- 2007: 2. Runde (3:4-Niederlage gegen  Roland Scholten)
- 2008: Achtelfinale (0:4-Niederlage gegen  John Part)
- 2009: 1. Runde (1:3-Niederlage gegen  Kevin McDine)
- 2010: 1. Runde (1:3-Niederlage gegen  Wayne Jones)
- 2011: 1. Runde (1:3-Niederlage gegen  Mark Dudbridge)

## Titel

### PDC
- Vauxhall Spring Pro Sieger: 2004
- UK Open Qualifier Sieger: 1× 2005
- Players Championship Sieger: 1× 2008
- PDC Challenge Tour 2014: 7

### Sonstige
- Watford Open Sieger: 2010